# Kościół Boskiego Zbawiciela w Krakowie
Kościół Boskiego Zbawiciela – kościół rzymskokatolicki salwatorianów zaprojektowany w stylu postmodernistycznym. Znajduje się na krakowskim Zakrzówku przy ulicy św. Jacka 16.
Kościół został wybudowany w latach 1971-1976 według projektu architekta Janusza Gawora.